# США на зимових Олімпійських іграх 2010
США на зимових Олімпійських іграх 2010 були представлені 216  спортсменами у 15 видах спорту.

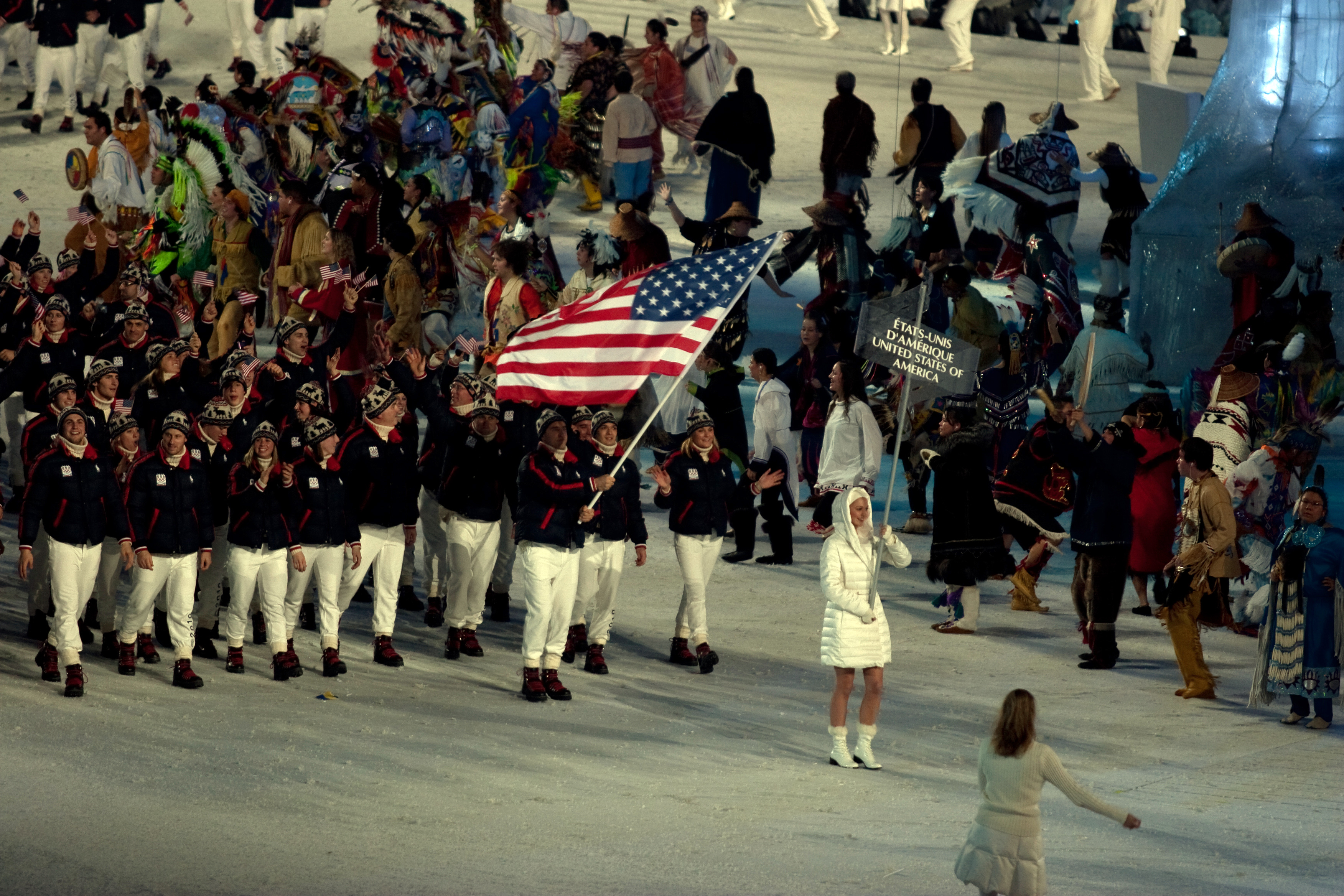
Збірна США під час Параду націй на церемонії відкриття Олімпіади

## Медалісти
Золото
| Золото |                                                              |                                        |
| №      | Спортсмени                                                   | Вид спорту (дисципліна)                |
| 1      | Ханна Кірні                                                  | Фрістайл (могул)                       |
| 2      | Сет Вескотт                                                  | Сноубординг (бордеркрос)               |
| 3      | Шані Девіс                                                   | Ковзанярський спорт (1000 метрів)      |
| 4      | Ліндсі Вонн                                                  | Гірськолижний спорт (швидкісний спуск) |
| 5      | Шон Вайт                                                     | Сноубординг (хаф-пайп)                 |
| 6      | Еван Лайсачек                                                | Фігурне катання                        |
| 7      | Боде Міллер                                                  | Гірськолижний спорт                    |
| 8      | Білл Демонг                                                  | Лижне двоборство                       |
| 9      | Стівен Холкомб, Стів Меслер, Куртіс Томасевич, Джастін Олсен | Бобслей                                |

Срібло
| Срібло |                                                           |                                               |
| №      | Спортсмени                                                | Вид спорту (дисципліна)                       |
| 1      | Аполо Антон Оно                                           | Шорт-трек (1500 метрів)                       |
| 2      | Джонні Спіллейн                                           | Лижне двоборство (нормальний трамплін/10 км)  |
| 3      | Джулія Манкузо                                            | Гірськолижний спорт (швидкісний спуск)        |
| 4      | Джулія Манкузо                                            | Гірськолижний спорт (суперкомбінація)         |
| 5      | Ханна Тетер                                               | Сноубординг                                   |
| 6      | Боде Міллер                                               | Гірськолижний спорт (супергігантський слалом) |
| 7      | Шані Девіс                                                | Ковзанярський спорт                           |
| 8      | Меріл Девіс та Чарлі Вайт                                 | Фігурне катання                               |
| 9      | Бретт Какмерота, Тодд Лодвік, Білл Демонг, Джонні Спілейн | Лижне двоборство (командне змагання)          |
| 10     | Джонні Спілейн                                            | Лижне двоборство                              |
| 11     | Жіноча збірна США з хокею                                 | Хокей                                         |
| 12     | Джерет Петерсон                                           | Фрістайл                                      |
| 13     | Кетрін Ройтер                                             | Шорт-трек                                     |
| 14     | Чед Хедрік, Браян Хенсен, Джонатан Кук, Тревор Марсікано, | Ковзанярський спорт                           |
| 15     | Чоловіча збірна США з хокею                               | Хокей                                         |

Бронза
| Бронза |                                                                         |                                        |
| №      | Спортсмени                                                              | Вид спорту (дисципліна)                |
| 1      | Шеннон Барке                                                            | Фрістайл (могул)                       |
| 2      | Джон Роберт Селскі                                                      | Шорт-трек (1500 метрів)                |
| 3      | Брайон Вілсон                                                           | Фрістайл (могул)                       |
| 4      | Боде Міллер                                                             | Гірськолижний спорт (швидкісний спуск) |
| 5      | Чед Хедрік                                                              | Ковзанярський спорт (1000 метрів)      |
| 6      | Скотт Лаго                                                              | Сноубординг (хаф-пайп)                 |
| 7      | Келлі Кларк                                                             | Сноубординг                            |
| 8      | Ендрю Вайбрехт                                                          | Гірськолижний спорт                    |
| 9      | Ліндсі Вонн                                                             | Гірськолижний спорт                    |
| 10     | Аполо Антон Оно                                                         | Шорт-трек                              |
| 11     | Елісон Бейвер, Елісон Дудек, Лана Герінг, Кетрін Ройтер, Кімберлі Дерек | Шорт-трек                              |
| 12     | Ерін Пек та Елана Меєрс                                                 | Бобслей                                |
| 13     | Джон Роберт Селскі, Саймон Чо, Тревіс Джейнер, Аполо Антон Оно          | Шорт-трек                              |